# Enikő Eszenyi

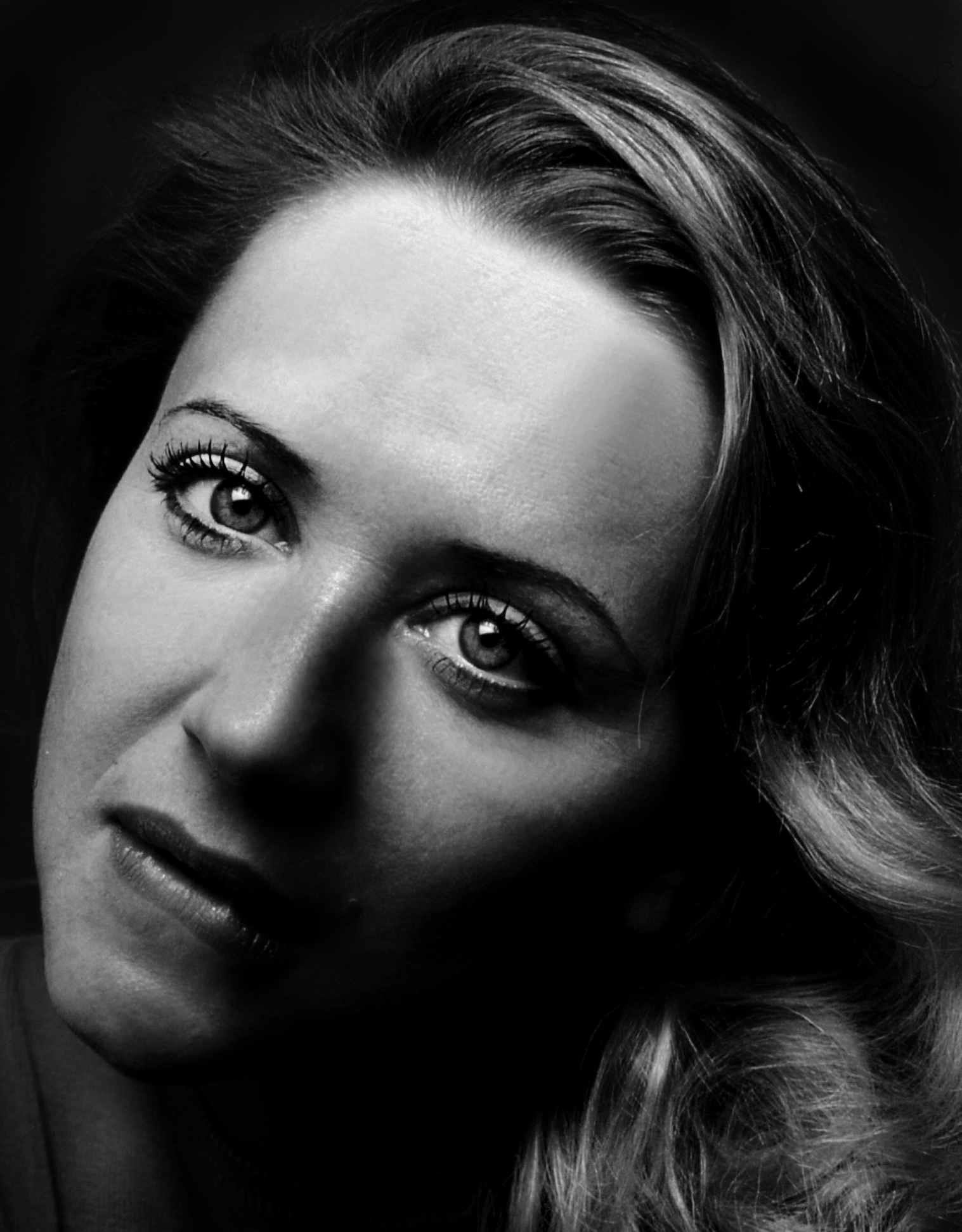
Enikő Eszenyi

Enikő Eszenyi (* 11. Januar 1961 in Csenger) ist eine ungarische Schauspielerin, Regisseurin und ehemalige Leiterin des Vígszínház.

## Leben
Beeinflusst wurde die Laufbahn von Enikő Eszenyi durch ihren Großvater Sándor Eszenyi, der  Schulleiter war. In seiner Bibliothek fand und las sie zahlreiche Bücher, von Ferenc Molnár bis László Németh. Als Kind hörte sie viel von Olga Eszenyi, die am Nationaltheater und am Vígszínház spielte und eine entfernte Verwandte von ihr war. Nach derm Hochwasser von 1974, das viele Häuser in Csenger zerstörte, zog ihre Familie nach Debrecen. Dort besuchte sie die Literaturbühne der Universität für Agrarwissenschaften und bekam ihre erste Statistenrolle. Sie wurde am Studio von Antal Rencz am Csokonai-Theater in Debrecen aufgenommen und erhielt ein halbes Jahr lang Gesangs-, Sprech- und Bewegungsunterricht. Ab 1979 absolvierte sie eine Ausbildung in der Klasse von István Horvai und Dezső Kapás an der Schauspielakademie in Budapest, die sie 1983 erfolgreich abschloss. Danach wurde sie Mitglied des Ensembles am Vígszínház, dem sie bis heute angehört. Von 2009 bis 2020 übernahm sie zudem die Leitung des Theaters.
Neben ihrer Bühnentätigkeit wirkte sie an zahlreichen Spiel- und Fernsehfilmen mit.
Als Regisseurin wirkte sie am Budapester Kammertheater, am Vígszínház, am tschechischen Nationaltheater in Prag und am Slowakischen Nationaltheater in Bratislava.

### Privates
Ihre Ehe mit dem Schauspieler Attila Kaszás, wurde nach 18 Jahren im Jahre 2001 geschieden. Sie lebte acht Jahre mit dem slowakischen Schauspieler Milan Mikulčík (* 1973)
und danach mehrere Jahre mit dem Filmregisseur Zoltán Kamondi (1960–2016) zusammen.

## Würdigung
Enikő Eszenyi erhielt mehr als dreißig Auszeichnungen, unter anderem 1989 den Éva-Ruttkai-Preis, den Ajtay-Preis und Mari-Jászai-Preis, mehrfach den Preis der Theaterkritiker, 1996 den Preis für die beste weibliche Darstellerin bei dem Festival Magyar Filmszemle, 1996 die staatliche Auszeichnung Érdemes művész und 2001 den Kossuth-Preis. Zudem ist sie Ehrenbürgerin des V. Bezirks und des XIII. Bezirks von Budapest.

## Bühnenrollen (Auswahl)
- Ala (Sławomir Mrożek: Tango)
- Annette Reille (Yasmina Reza: Der Gott des Gemetzels)
- Annie (Ferenc Molnár: Játék a kastélyban)
- Brazilka (Mario Vargas Llosa: Der Hauptmann und sein Frauenbataillon)
- Csilla (Mihály Kornis: Kozma)
- Julie (Ferenc Molnár: Liliom)
- Lady Anne (William Shakespeare: Richard III.)
- Lucy (Brecht-Weill: Die Dreigroschenoper)
- Nastja (Maxim Gorki: Nachtasyl)
- Rosalind (William Shakespeare: Wie es euch gefällt)
- Tünde (Mihály Vörösmarty: Csongor és Tünde)

## Filme
- Cha-Cha-Cha (1982)
- Hatásvadászok (1982)
- Boszorkányszombat (Hexensabbat, 1983)
- Az élet muzsikája (Film über Imre Kálmán, 1984)
- Angyali üdvözlet (1984)
- Idegenek (1985)
- A tanítványok (Die Jünger, 1985)
- Megfelelő ember kényes feladatra
- Eldorádó (1988)
- Hanussen (1988)
- Tanmesék a szexről (1988)
- Amerikából jöttem... (1989)
- Eszterkönyv (1989)
- Hecc (1989)
- A legényanya (1989)
- Orfeusz
- Csapd le csacsi! (1990)
- A skorpió megeszi az ikreket reggelire (1991)
- Halálutak és angyalok (1991)
- Sztracsatella (1995)
- Szappanbuborékok (1995)
- Csajok (1995)
- Szeressük egymást gyerekek! (1996)
- Ég a város, ég a ház is (1995)
- Papsajt (2001)
- Torzók (2001)
- Kontroll (2003)
- Alterego (2007)
- Overnight (2007)
- Utolsó jelentés Annáról (2009)
- Dumapárbaj (2014)
- Gondolj rám (2015)